# Meensel-Kiezegem
Meensel-Kiezegem is een plaats en deelgemeente van de gemeente Tielt-Winge in de Belgische provincie Vlaams-Brabant. De deelgemeente bestaat uit Kiezegem in het westen en Meensel in het oosten. Meensel-Kiezegem was een zelfstandige gemeente tot aan de gemeentelijke herindeling van 1977.

## Geschiedenis
Op het eind van het ancien régime werden Meensel en Kiezegem beide een gemeente. In 1824 werden de twee gemeenten gefuseerd tot Meensel-Kiezegem.

### Oorlogsdrama in WO II

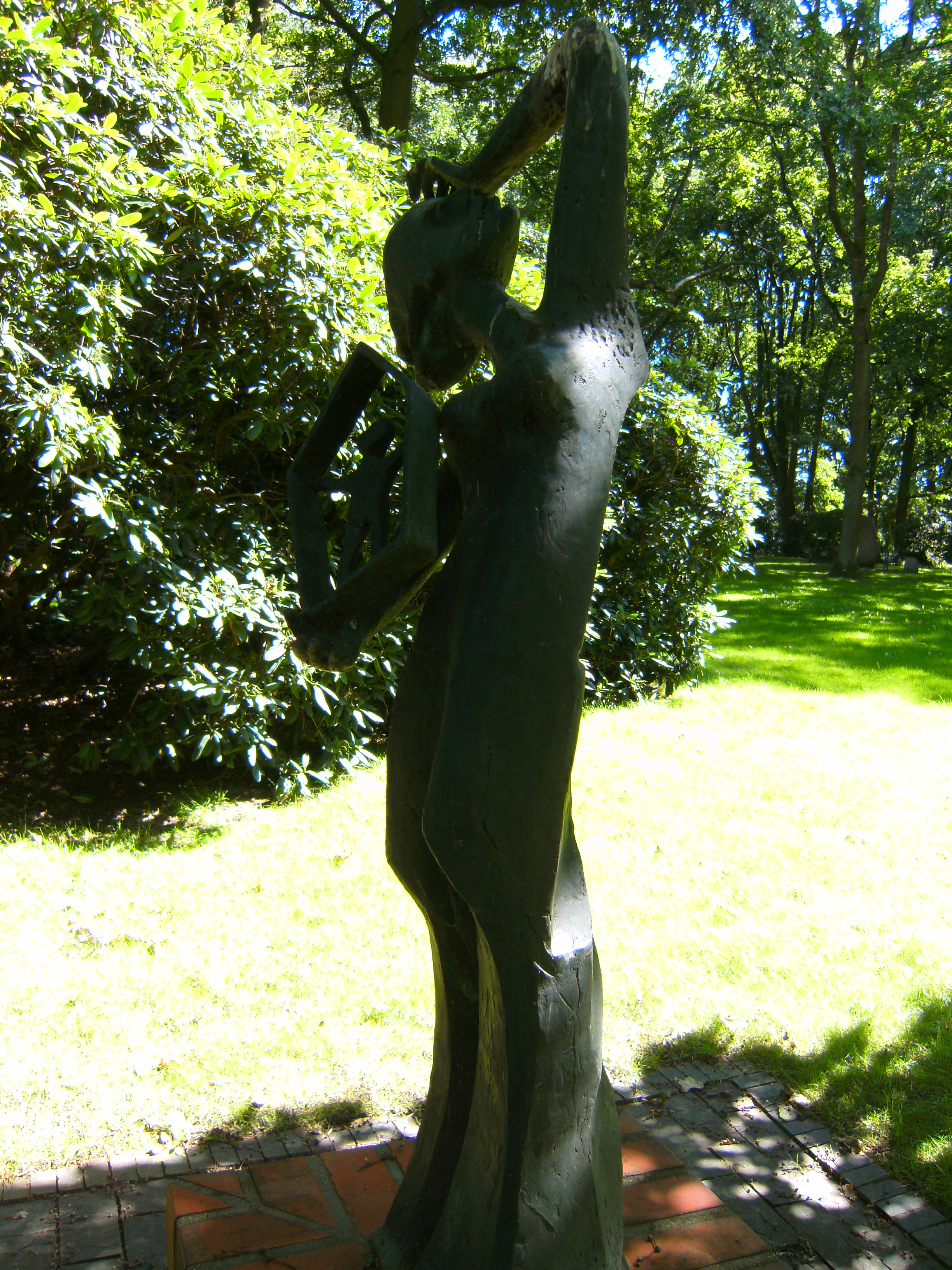
Monument in het kamp van Neuengamme in Hamburg: De wanhoop van Meensel-Kiezegem

Op het eind van de Tweede Wereldoorlog vonden er in Meensel-Kiezegem razzia's en moorden plaats in de context van verzet en collaboratie. Tot midden 1944 bleef het vrij rustig in Meensel-Kiezegem. De golf van geweld vatte er aan door de moord op Gaston Merckx, lid van de collaborerende Zwarte Brigade, op 30 juli 1944. Er volgden vergeldingsacties van Vlaamse collaborateurs en Duitsers tegen inwoners van het dorp op 1 augustus 1944 en een veel zwaardere op 11 augustus 1944. Er vielen in de einddagen van de oorlog uiteindelijk 67 doden onder de dorpsbewoners: vier inwoners stierven door geweld ter plekke en 63 anderen vonden de dood nadat ze werden weggevoerd naar Duitse concentratiekampen.
Na de bevrijding werd de boerderij van de familie Merckx in brand gestoken. In de nacht van 25 op 26 augustus 1945 volgde een laatste afrekening en werd pachter Louis Pittomvils vermoord en zijn hoeve in brand gestoken. In 1949, vier jaar na die laatste feiten, werden vier onschuldigen aangehouden. Toch werden zij in 1952 veroordeeld terwijl de echte daders in de zaal toekeken. De echte moordenaar van Pittomvils gaf zich uiteindelijk vrijwillig aan. Na een maand opsluiting werd hij, ondanks zijn bekentenis, toch vrijgesproken door het hof van assisen van Leuven. De zeven andere medeplichtigen werden niet vervolgd.

## Geografie
Meensel-Kiezegem is gelegen in het Hageland en de bodem bestaat uit zandleem. Ongeveer 8% is bebost. Er is nog akkerbouw, vee- en fruitteelt.

## Demografische ontwikkeling
- Bronnen:NIS, Opm:1831 tot en met 1970=volkstellingen; 1976 = inwoneraantal op 31 december

## Bezienswaardigheden
- De Sint-Mattheuskerk van Meensel in laat-gotische stijl
- De Sint-Pieterskerk van Kiezegem
- Standbeeld van Eddy Merckx
- Struikelsteen Remigius Morren (oud-burgemeester Meensel-Kiezegem)

## Galerij

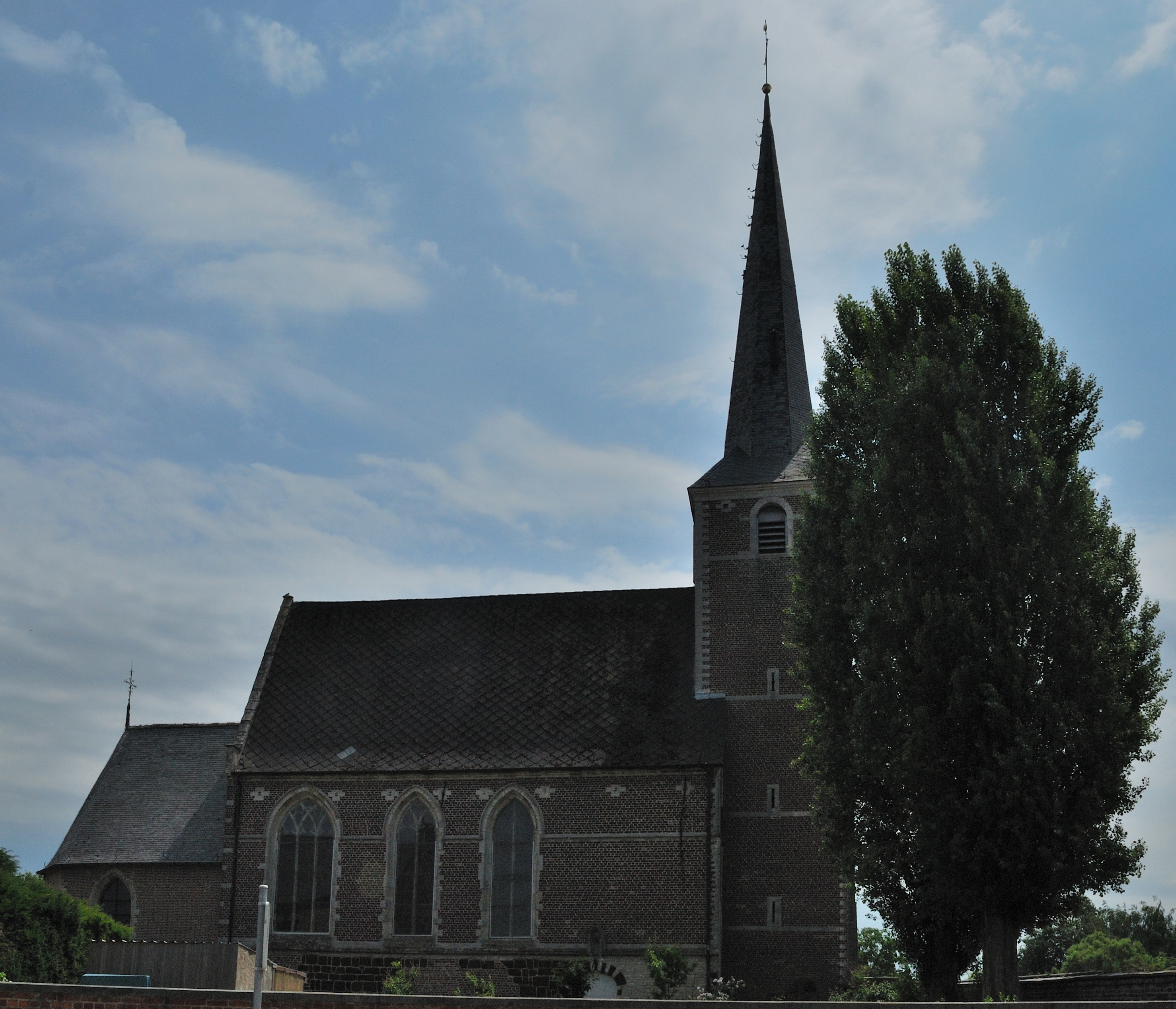
Sint-Matteuskerk, Meensel
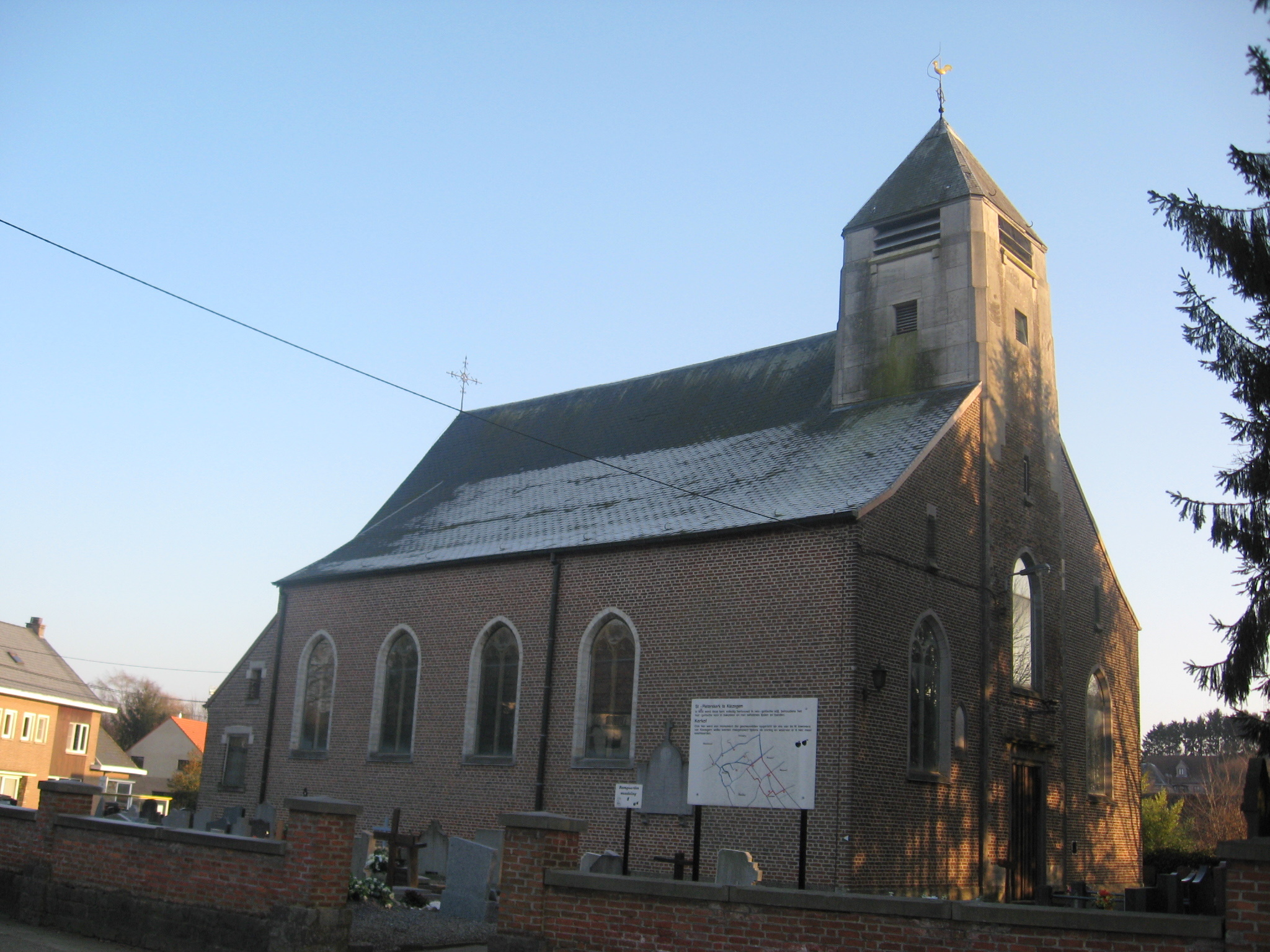
Sint-Pieterskerk, Kiezegem
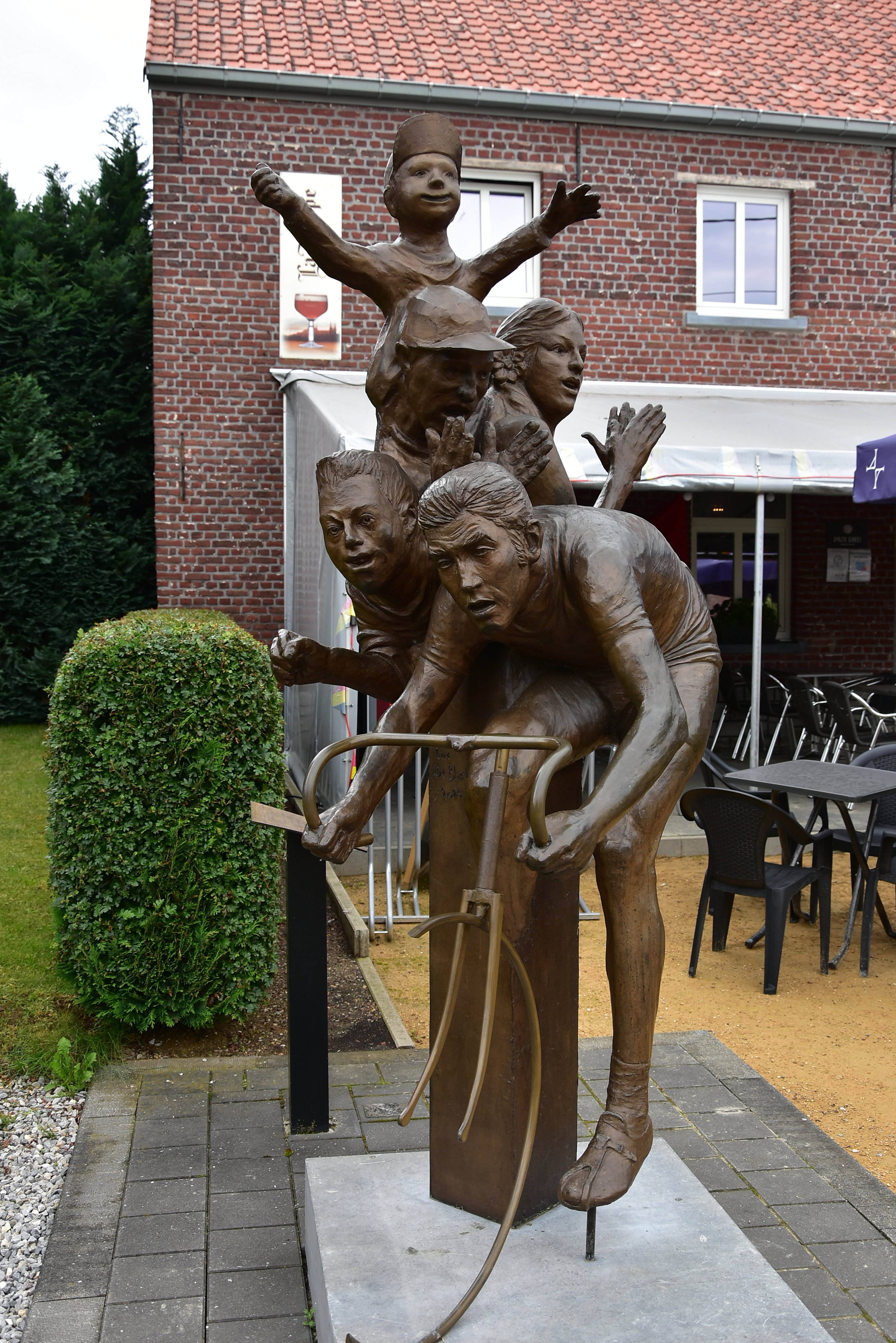
Standbeeld van Eddy Merckx door Luc De Blick
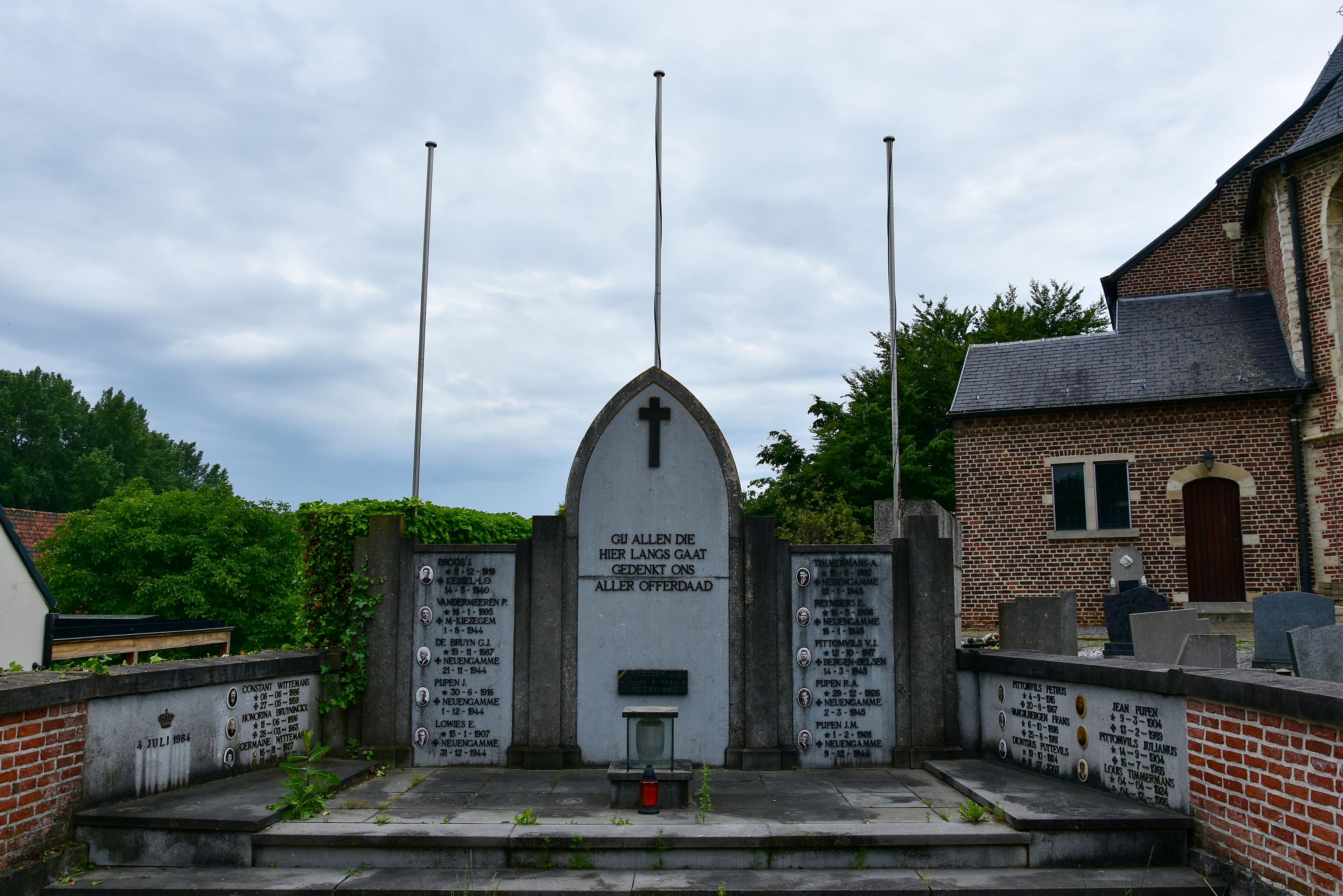
Monument voor de slachtoffers van het drama van Meensel-Kiezegem

## Politiek
Meensel-Kiezegem had een eigen gemeentebestuur en burgemeester tot de fusie van 1976. Burgemeesters waren:
- 1783-1809 : Paulus Josephus Kenes, meier, dan maire van Meensel, ook maire van Attenrode in 1805[4]
- 1810-1867 : Henricus Kenes, maire, meyer, dan burgemeester van Meensel-Kiezegem[5][4]
- 1867-1890 : Joannes Franciscus Eduardus Kenes[4]
- 1890-1894 : Remy Vollen[4]
- 1894-1914 en 1918-1931: Henricus Augustus Kenes, 'Meneeër Gust', ook provincieraadslid, 1903-1925[5][4]
- 1914-1918 : Louis Van Der Meeren[4]
- 1952-1964 : Prosper Jozef Janssens
- 1965-1976 : Marcel Morren

## Geboren in Kiezegem
- Eddy Merckx (17 juni 1945), Belgisch wielrenner